# Duett för kannibaler
Duett för kannibaler är en svensk dramafilm från 1969 i regi av Susan Sontag, med Lars Ekborg, Adriana Asti, Gösta Ekman och Agneta Ekmanner i huvudrollerna. Handlingen följer en sekreterare som blir utsatt för en maktlek av sin nya arbetsgivare, en landsflyktig före detta revolutionsledare och hans hustru. Filmen mottogs negativt i samtidskritiken.

## Medverkande
- Lars Ekborg som Arthur Bauer, före detta revolutionsledare
- Adriana Asti som Francesca, hans hustru
- Gösta Ekman som Tomas, Bauers sekreterare
- Agneta Ekmanner som Ingrid, Tomas hustru
- Britta Brunius som fru Grundberg
- Stig Engström som Lars
- Gunnar "Knas" Lindkvist som en man på kafé

## Tillkomst
Susan Sontag var en amerikansk intellektuell, som under 1960-talet blivit internationellt känd bland annat för sin essäsamling Konst och antikonst, där hon tog avstånd från tolkande av konst och lyfte fram det onyttiga och otidsenliga. Hon hade även etablerat sig som romanförfattare och filmkritiker. Våren 1968 bjöds hon till Sverige av Utrikesdepartementet. I Sverige träffade hon Göran Lindgren, chef för Sandrew Film & Teater AB, som erbjöd henne att skriva och regissera en långfilm, som en del i en utlandssatsning som även innefattade engelsmannen Peter Watkins. Duett för kannibaler spelades in från 6 oktober till 15 november 1968 i en villa på Lidingö.

## Mottagande
Filmen hade premiär 24 september 1969 genom Sandrews. Jurgen Schildt skrev i Aftonbladet: "Om Susan Sontag kan skriva briljanta essäer och drägliga romaner, så kan hon tillsvidare inte göra dräglig film. Duett för kannibaler är nämligen ett stillastående och hårt konstruerat förstlingsverk, ett bemödande som låter flertalet av de medverkande spela kvasiintellektuell kasperteater och som ger publiken talrika tillfällen att gäspa käftarna ur led." I Chaplin höll Torsten Manns med om att filmen inte var lyckad, och analyserade: "Eftersom [Sontag] inte behärskar filmens uttrycksmedel kan hon inte styra sitt tema utan det kolliderar med en mängd faktorer, bl a att skådespelarna inte tycks ha någon större aning om vad de sysslar med och inte heller fått ordentlig personinstruktion. Ekborgs Bauer ser ut och uppför sig som en gubbe ur något filmhistoriskt skräckkabinett, filmen är dåligt belyst (har Sontag inte kunnat samarbeta med Lasse Swanberg?) och orytmiskt klippt. Dessutom är den för lång."
I Sontags hemland fick filmen något positivare omdömen. Molly Haskell skrev i The Village Voice: "Om filmen saknar genklangerna från ett undermedvetet lager, så skapar den ändå och vidhåller en perfekt jämviktsrubbning. Fröken Sontag är trogen principen hon har beundrat hos Bresson - bevarandet av det mänskliga mysteriets okränkbarhet. Rollfigurernas förhållanden är inte beskrivna, psykologiskt, utan inskrivna - som rörelser i rummet." Haskell fortsatte: "Vad som saknas (och vad som är rikligt närvarande i fröken Sontags essäer) är syntes: syntes från subjektivt och objektivt, medvetet och omedvetet, idé och känsla, gåtfullhet och förståelighet." Haskell avslutade med att berömma filmens, för att vara ett förstlingsverk, ovanligt sunda anspråkslöshet.